# Hanan Achrawi
Hanan Daoud Khalil Achrawi, née Hanan Mikhaïl (en arabe : حنان عشراوي) le 8 octobre 1946 à Naplouse, est une féministe et personnalité politique palestinienne, de famille anglicane, exerçant dans l'enseignement supérieur.
Dans son activité intellectuelle aussi bien que dans son activité politique, elle est la disciple puis la collègue et l'amie d'Edward Saïd.

## Biographie

### Jeunesse et éducation
Hanan Mikhaïl naît à Naplouse, en Palestine alors soumise à l'autorité mandataire de la Grande-Bretagne, puis sa famille déménage à Tibériade. Son père, le docteur Daoud Mikhaïl, originaire de Ramallah, est par la suite un des fondateurs de l'Organisation de libération de la Palestine (OLP). Sa mère, Wadi'a Ass'ad, est infirmière en ophtalmologie, chrétienne fervente d'ascendance libanaise.
Pendant la guerre de 1948, la famille s'enfuit à Amman, capitale de la Jordanie, où son père travaille dans l'inspection sanitaire. Ce dernier est également un activiste palestinien qui souhaite donner plus de poids au rôle des femmes dans la société ; il est arrêté à plusieurs reprises par les autorités jordaniennes en raison de ses activités militantes au sein du Parti national socialiste arabe et de l'OLP.
La famille Mikhaïl revient deux ans plus tard s'installer à Ramallah, alors sous occupation militaire jordanienne, où la jeune Hanan fréquente une école pour filles.
Dans sa jeunesse, Hanan Achrawi étudie à la Friends Girls School de Jérusalem, une institution quaker où ses quatre sœurs étudient également. Elle reçoit en 1970 le diplôme de Bachelor et obtient une maîtrise en littérature anglaise au département d'anglais de l'université américaine de Beyrouth, au Liban. Dans cette ville, elle fait la connaissance de Peter Jennings d'ABC News, qui y travaillait en tant que chef du personnel du réseau. Elle voyage pour parfaire son éducation et obtient un doctorat en littérature médiévale et littérature comparée à l'université de Virginie de Charlottesville aux États-Unis, en ayant bénéficié d'une bourse complète d'études.
La défaite arabe à l'issue de la guerre des Six Jours de 1967 la pousse à s'impliquer directement dans la lutte palestinienne et elle est nommée porte-parole de l'organisation étudiante générale des étudiants palestiniens. Dans ce cadre, elle aide à l'organisation de groupes de femmes révolutionnaires et guide des journalistes étrangers qui visitent les camps de réfugiés palestiniens. Après avoir obtenu une maîtrise en littérature de la Renaissance et en critique textuelle au Liban, sa demande de visa d'entrée en Cisjordanie est rejetée.
Lorsque le gouvernement israélien autorise les Palestiniens en exil à retrouver leurs familles (regroupement familial), elle revient dans son pays en 1973 pour créer le département d'anglais de l'université de Birzeit en Cisjordanie, juste au moment où l'université se transforme ; alors collège universitaire de deux ans, elle devient une institution de quatre ans avec un niveau plus élevé. Elle dirige ce département de 1973 à 1978 puis de nouveau de 1981 à 1984 ; de 1986 à 1990, elle est élue doyen de la faculté des lettres.
Jusqu'en 1995, elle reste membre de l'université de Birzeit, publiant de nombreux poèmes, des récits courts, des études et des articles sur la culture palestinienne, la littérature et la politique, dont notamment une Anthologie de la Littérature palestinienne, une Brève Histoire de la Palestine moderne : introduction au criticisme pratique, la Littérature palestinienne contemporaine sous l'Occupation, La poésie et la fiction dans la Palestine contemporaine et Traduction littéraire : théorie et pratique[réf. souhaitée].

### Activité politique

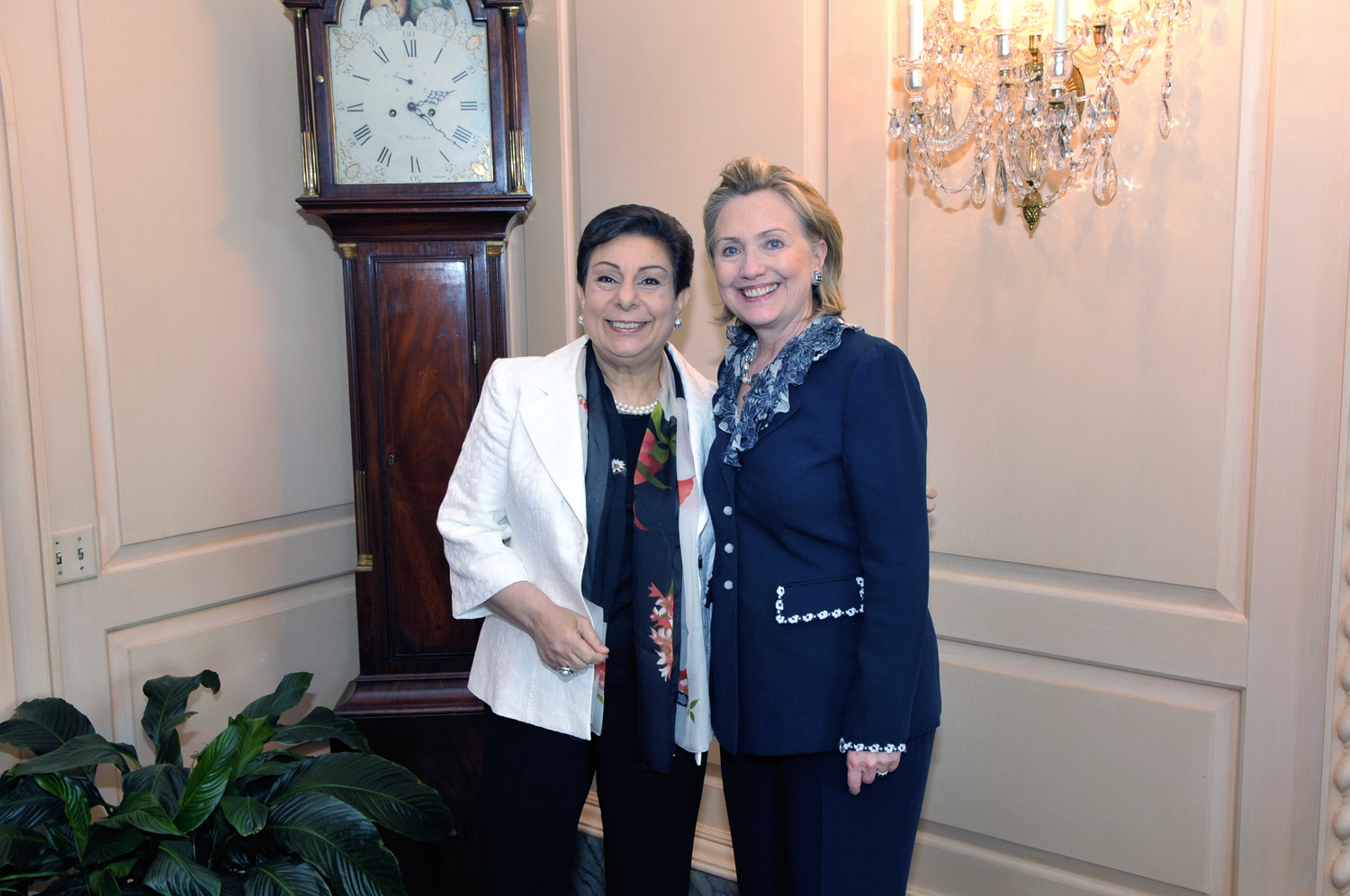
Rencontre entre la secrétaire d'État Hillary Clinton et Hanan Ashrawi, membre du comité exécutif de l'OLP, à Washington (2010).

L'activisme politique d'Achrawi dans les territoires palestiniens, inspiré par celui de son père, commence presque avec sa carrière d'enseignante à Birzeit. En 1974, alors que l'université subit des fermetures intermittentes du fait des autorités d'occupation israéliennes pour lutter contre les manifestations étudiantes, elle fonde le projet « Comité d'Assistance judiciaire et action pour les Droits de l'homme de l'université de Birzeit ». En même temps, elle organise des groupes de recherche de femmes palestiniennes sur des questions telles que le divorce ou le droit d'une femme à choisir son partenaire.
Son travail politique est fortement stimulé en 1988 après la première insurrection de la première Intifada, dont elle rejoint le comité politique, travaillant aussi dans son comité diplomatique jusqu'en 1993.
Hanan Ashrawi se démarquée par sa capacité rhétorique et son discours éloquent. En avril 1988, elle apparaît dans l'émission Nightline d'ABC et y fait forte impression. Plus tard, Madeleine Albright, ancienne secrétaire d'État américaine, déclare : « Elle [Ashrawi] est une brillante porte-parole de sa cause ».
De 1991 à 1993, elle exerce les fonctions de porte-parole officielle de la délégation palestinienne au processus de paix du Moyen-Orient et comme membre du conseil dirigeant de la délégation. Dans le cadre de ce poste, elle participe à la conférence de Madrid en tant que membre de la délégation du Comité de direction palestinien. La journaliste Barbara Victor, auteur du livre A Voice of Reason, décrit dans son livre l'histoire du changement dramatique de perception et l'histoire d'Hanan Ashrawi, dont le statut est considéré comme une « anomalie » parmi son peuple - une femme leader, mère et épouse, chrétienne dans une société majoritairement musulmane. Elle figure un rôle de femme intermédiaire entre l'Occident et le monde arabe.
Ashrawi participe à des conférences et à des activités en Europe et à Jérusalem, et prend part à un dialogue continu dans lequel des femmes israéliennes et palestiniennes explorent des options pour la paix.
De 1993 à 1995, après la signature des accords de paix d'Oslo entre Yasser Arafat et Yitzhak Rabin, l'autonomie palestinienne est établie et Achrawi est placée à la tête du Comité préparatoire de la commission palestinienne indépendante pour les droits des citoyens à Jérusalem. Elle démissionne de son poste de porte-parole et refuse dans un premier temps de participer à la mise en place de la nouvelle Autorité palestinienne. Au lieu de cela, elle fonde l'organisation PICCR (Commission palestinienne indépendante pour les droits des citoyens), qui enquête sur les violations des droits de l'homme par des initiatives israéliennes et palestiniennes. Afin de sensibiliser le monde à la situation palestinienne, elle documente son implication dans la lutte dans le livre de mémoire This Side of Peace: A Personal Account en 1995.
Elle travaille à partir de 1996 comme membre élue par le district de Jérusalem au Conseil législatif palestinien. La même année, Hanan Achrawi est nommée ministre de l'Enseignement supérieur et de la Recherche par l'Autorité palestinienne, mais elle démissionne à nouveau de ce poste en 1998 pour protester contre la corruption politique, et en particulier contre la manipulation par Arafat des entretiens de paix[réf. souhaitée].
Elle participe activement à la seconde intifada et est blessée au pied par une grenade assourdissante lors d'une manifestation en 2001. Cette même année, elle est engagée par la Ligue arabe comme Commissaire d'information et de politique publique.
Elle est fondatrice et membre du conseil d'administration de la Coalition nationale pour la responsabilité et l'intégrité (AMAN), 

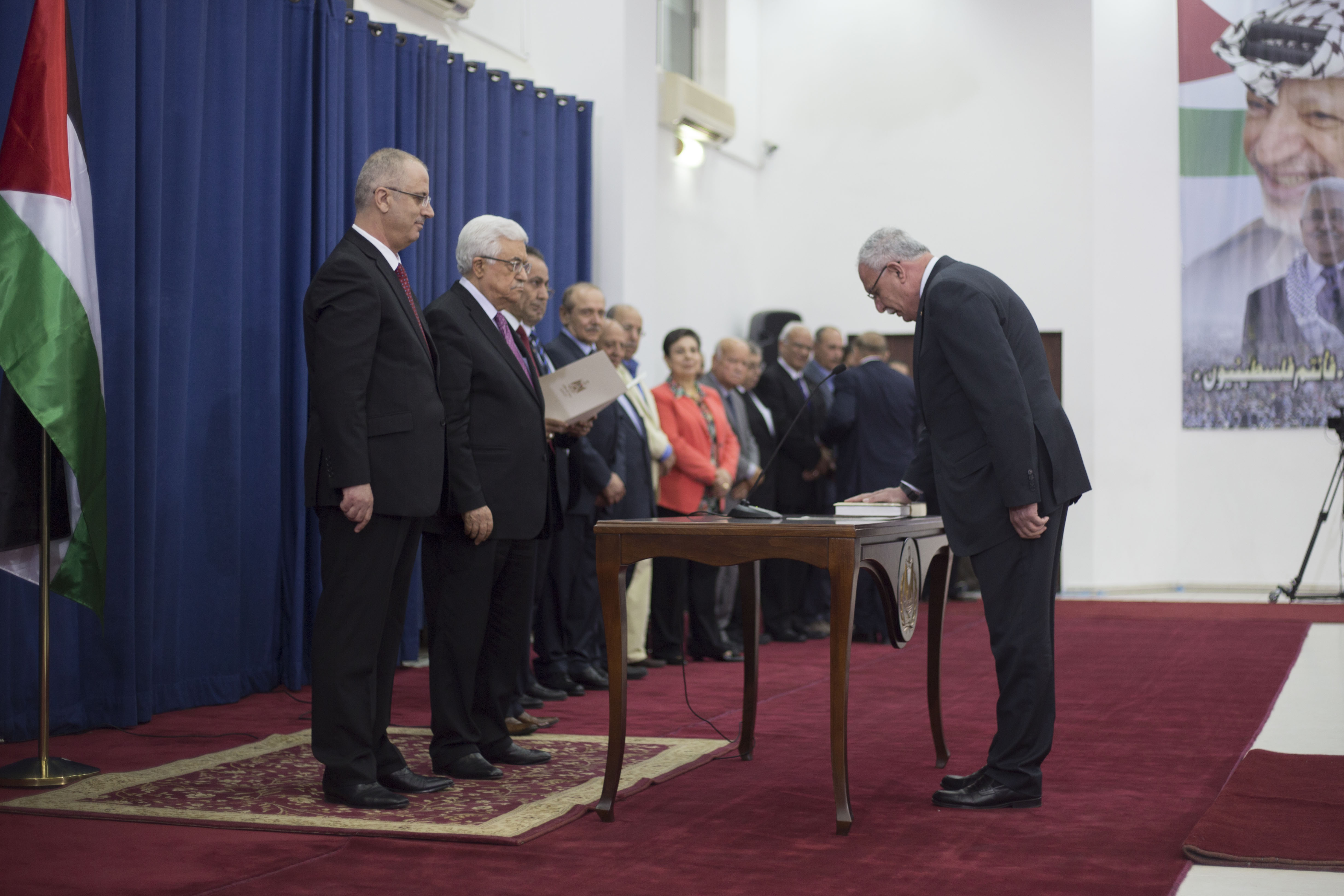
Serment prononcé au QG d'Al-Muqata'a, devant Mahmoud Abbas et notamment Hanan Achrawi (en rouge), Ramallah (2014).

À l'occasion des élections législatives palestiniennes de 2006, elle est réélue au Conseil législatif palestinien sur une liste nationale, « la Troisième voie », qui obtient deux sièges sur un total de 132.
En 2011, elle représente le peuple palestinien lors d'une rencontre avec le ministre canadien des Affaires étrangères John Baird et le convainc de visiter les territoires palestiniens.
En 2020, Hanan Ashrawi fustige l'accord de paix entre Israël et les Émirats arabes unis (accords d'Abraham), écrivant qu'« Israël a été récompensé pour ne pas avoir déclaré ouvertement ce qu'il fait à la Palestine de manière illégale et persistante depuis le début de l'occupation ».
L'année suivante, Hanan Ashrawi démissionne de son poste à l'Organisation de libération de la Palestine, critiquant le manque d'opportunités pour les femmes et les jeunes et soulignant la nécessité de réformes qui ne viennent pas.
Hanan Ashrawi écrit souvent des articles et des discours sur la situation des Palestiniens pour des organismes tels que le Forum économique mondial, siège à des comités consultatifs pour de nombreuses organisations, dont la Banque mondiale du Moyen-Orient et l'Afrique du Nord (MENA), le Conseil des droits de l'homme des Nations unies, l'Institut de recherche des Nations unies pour le développement social (UNRISD) ou encore le Conseil international des droits de l'homme.

#### MIFTAH
En 1998, sous les auspices des Nations unies, Hanan Ashrawi fonde MIFTAH (Initiative palestinienne pour la Promotion du Dialogue mondial et de la Démocratie), un mouvement qui travaille pour le respect des droits de l'homme, la démocratie et la paix. MIFTAH (« clef » en arabe) reflète le désir de Hanan Achrawi de mettre fin à l'occupation israélienne pour des raisons humanitaires, plutôt qu'historiques ou idéologiques. Ses activités en faveur des femmes se poursuivent au sein de cette organisation qui lutte pour encourager et guider les jeunes Palestiniennes à s'intégrer dans la sphère politique, à prendre des décisions pour protéger les droits des femmes et apporter leur soutien pour faire face aux difficultés et aux obstacles qui visent à les marginaliser. Elle affirme que l'inclusion des femmes en politique peut renforcer leur position sociale et leur puissance afin de promulguer des lois contre la discrimination des femmes en Palestine.

### Polémiques et points de vue
En 2012, le directeur exécutif de l'American Jewish Committee écrit un article dans le Huffington Post et le Jerusalem Post intitulé « Hanan Ashrawi Is to Truth What Smoking Is to Health » (« Hanan Ashrawi est à la vérité ce que fumer est à la santé »), dans lequel il qualifie Hanan Ashrawi de « révisionniste historique » pour avoir déclaré qu'« il n'y avait pas de réfugiés juifs des pays arabes ». Au contraire, selon elle, il n'y avait que des « émigrés » qui quittaient volontairement leurs foyers ancestraux. Les Juifs n'ont pas été ciblés pour être persécutés et si cela s'est produit, c'était en fait « un plan sioniste ».
Début 2020, elle est l'objet d'une polémique, après avoir relayé sur Twitter une rumeur de crime rituel contre les Israéliens.
Hanan Ashrawi est parfois critiquée par des Palestiniens pour être trop modérée et accommodante avec les vues israéliennes et américaines.

### Distinctions
Hanan Ashrawi est la récipiendaire de nombreux prix internationaux : officier de l'ordre national de la Légion d'honneur en France en 2006 ; prix international Mahatma Gandhi de 2005 pour la paix et la réconciliation.
En 2003, Hanan Achrawi reçoit le Sydney Peace Prize « pour son engagement en faveur des droits de l'homme, du processus de paix au Moyen-Orient et pour son courage à s'exprimer contre l'oppression, contre la corruption et pour la justice ». Cette attribution est contestée par des Juifs australiens, qui considèrent la récipiendaire comme ayant fait l'apologie du terrorisme,,.
Elle reçoit également : le prix Olof-Palme en 2002 ; celui de l'International Women of Hope en 1999 « Du pain et des roses » ; le Prix du défenseur de la démocratie – Parlementaires pour une action mondiale ; les 50 femmes du siècle ; le Prix international du leadership féminin Jane Addams en 1996 ; le Prix de l'amitié franco-arabe, la même année ; le prix féminin de la Fondation Pearl S. Buck ; le prix de la paix de la médaille d'or Pio Manzu en 1994 ; le Prix international de la paix Marisa Bellisario en 1992, entre autres.
Elle est récipiendaire de onze doctorats honorifiques d'universités aux États-Unis, au Canada, en Europe et dans le monde arabe.

### Vie personnelle
Hanan Ashrawi Hanan est chrétienne anglicane non pratiquante, comme sa mère ; elle a deux tantes qui sont des religieuses catholiques et un oncle baptiste.
Elle est mariée à Émile Achrawi, photographe et cinéaste chrétien à l'ONU puis directeur de théâtre, dont elle a eu deux filles, Amal (née en 1977) et Zeina (née en 1981).

### Culture populaire
Elle apparaît dans le film documentaire Human Flow, réalisé par Ai Weiwei et sorti en 2017.

## Source
- (en) Cet article est partiellement ou en totalité issu de l’article de Wikipédia en anglais intitulé « Hanan Achrawi » (voir la liste des auteurs).